# Động đất Cañete 2021
Động đất Cañete 2021 (tiếng Tây Ban Nha: Terremoto de Cañete de 2021) xảy ra vào lúc 21:54:18, ngày 22 tháng 6 năm 2021. Trận động đất có cường độ 5,9 Mw, tâm chấn độ sâu khoảng 50,1 km. Trận động đất đã làm 1 người chết, 20 người bị thương.